# 索永布电影院
索永布电影院位于蒙古国首都乌兰巴托西部。

## 简介
索永布电影院是蒙古国主要电影院之一。1990年，该电影院由苏联工程师设计兴建。在1991年私有化之后，该电影院由索永布生产和旅行有限公司（Soyombo production and travel Co, ltd.）拥有。2007年，该电影院由该公司投资进行了翻新改造，建筑及设备焕然一新。2008年8月，新的索永布电影院对外开放，每天在三个放映厅放映美国及蒙古国的电影。